# Stenispa
Stenispa är ett släkte av skalbaggar. Stenispa ingår i familjen bladbaggar.
Kladogram enligt Catalogue of Life:
| Stenispa | \| \| Stenispa collaris \| \| \| \| \| \| Stenispa metallica \| \| \| \| |
|          | \| \| Stenispa collaris \| \| \| \| \| \| Stenispa metallica \| \| \| \| |
|          | Stenispa collaris                                                        |
|          |                                                                          |
|          | Stenispa metallica                                                       |
|          |                                                                          |